# フリオ・カロ・バローハ
フリオ・カロ・バローハ（Julio Caro Baroja, 1914年11月13日 - 1995年8月18日）は、スペイン・マドリード出身の人類学者・歴史学者・言語学者・随筆家。バスク人。小説家のピオ・バローハの甥である。特にバスク地方の文化・歴史・社会に興味を持った。現代スペインでもっとも多産な研究者のひとりである。

## 経歴

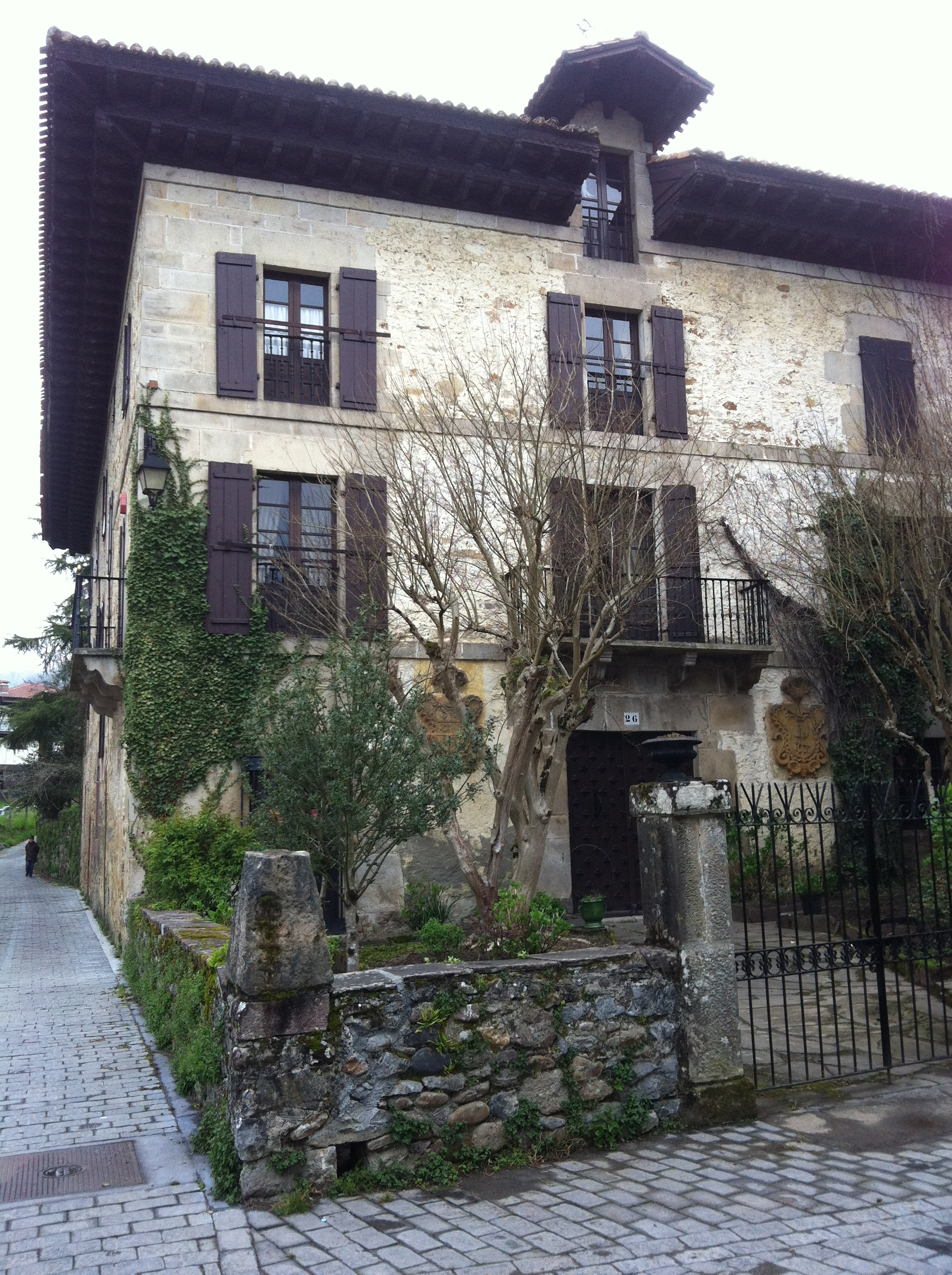
ベラ・デ・ビダソアにあるバローハ家

1914年、フリオ・カロ・バローハはマドリードに生まれ、幼少期にナバーラ地方のベラ・デ・ビダソアに移った。父親のラファエル・カロ・ラッジオは出版業者、母親のカルメン・バロハ・イ・ネッシは画家である。カロはアンダルシア地方の姓、バロハはアラバ地方の姓であり、ラッジオはイタリア・ジェノバの姓、ネッシはイタリア・コモの姓である。15歳だった1929年にはバスク・フォルクローレ年報に「レサカ村の家屋に関するノート」を発表している。伯父で小説家のピオ・バローハとともに多くの時間を過ごし、教育面でピオはフリオ・カロに大きな影響を与えている。1921年から1931年にはインスティテュート＝エスクエラ・マドリードに通い、その後はマドリード大学（現・マドリード・コンプルテンセ大学）で学んだが、1936年にスペイン内戦が勃発するとベラ・デ・ビダソアに戻った。この際、編集者の父はマドリードに残ったが、自身が所有する出版社が爆撃によって破壊されて印刷機を失った。
1939年にスペイン内戦が終結すると、バローハはマドリードに戻って研究を完成させ、古代史の博士号(PhD)を取得すると、古代史と方言学の専攻助手として働いた。1944年から1954年にはスペイン民族博物館の館長を務めている。1947年には、ビルバオのエウスカルツァインディア（バスク語アカデミー）と、バルセロナのレアル・アカデミア・デ・ラス・ブエナス・レトラス（バルセロナ文学アカデミー）の正会員に選出された。1951年にはアメリカ合衆国で人類学研究を行うために、ヴェナー＝グレン人類学研究基金から奨学金を受け取った。1952年から1957年には、スペイン領サハラで実施されたスペイン国の公的な探検隊に同行した。1953年から1955年には幼少時から知り合いだったホセ・オルテガ・イ・ガセットと交流を深めた。モリスコ、ユダヤ人、魔女、祭礼などの造詣が深く、それらの研究対象は『グラナダ王国のモリスコたち』（1957年）、『魔女とその世界』（1961年）、『近・現代スペインのユダヤ人たち』（1962年）、『カーニバル』（1965年）などで実を結んでいる。
1952年、イギリス国会はオックスフォード大学で人類学を学んだ卒業生の指導担当の地位にバローハを据えた。バローハはまた、ポルトガルのコインブラ大学で民俗学を教えた。この際にはコインブラ大学から終身教授の座を依頼されたが、個人的理由から辞退している。1961年にはフランス・パリのエコール・プラティーク・デ・オートゼチュード内にある社会・経済史学科長となった。1963年にはスペイン歴史アカデミーに入会し、1965年にはD・グリーンウッドとの交流が始まった。1973年にはアメリカ合衆国のウィスコンシン大学で講義を行った。1970年代後半にはカロ・バロハの研究に対する評価が高まった。エル・パイス紙などへの寄稿を行い、バスク大学哲学・人類学部の正教授に就任した。
1983年にはアストゥリアス皇太子賞社会科学部門を受賞した。また1983年には、イギリス・アイルランド王立人類学協会の名誉会員に選出された。レアル・アカデミア・エスパニョーラの座は長く固辞していたものの、1985年に正会員に選出されている。1986年には国際交流基金の招待で訪日を行う予定だったが、健康上の問題で実現しなかった。1989年にはスペイン民俗学分野での研究の功績を称えられ、メネンデス・ペラージョ国際賞を受賞した。1995年8月18日、ベラ・デ・ビダソアで死去した。サン・セバスティアンにはフリオ・カロ・バローハ広場があり、マドリード郊外のフエンラブラーダにはフリオ・カロ・バローハ国際英語学校がある。バスク州ゲチョ、アンダルシア州マラガ、ナバーラ州パンプローナは、バローハの多くの成果と人類学や歴史分野での貢献に賛辞を送っている。

## 家族
父親は編集者のラファエル・カロ・ラヒオであり、ラヒオは1917年にカロ・ラヒオ・マドリード出版社を設立している。母親は著作家で民俗学者のカルメン・バローハであり、ベラ・アルサテという筆名で執筆活動を行っていた。母親のカルメンは画家・著作家・版画家のリカルド・バローハ、小説家のピオ・バローハの妹であり、リカルドやピオとフリオ・カロは、伯父・甥の関係である。フリオ・カロも含めたバローハ家の墓地はナバーラ州ベラのイツェア墓地である。

## 著作
| - 1941 『スペインの神話』 - 1943 『イベリア半島北部の町々』 - 1944 『ベラ・デ・ビダソアの田園生活』 - 1944 『スペイン民間伝承における古い礼拝と古い儀礼』（博士論文） - 1946 『ラテン語との関係から見たバスク語史のための素材』 - 1946 『スペインの町々』 - 1949 『文化の分析』 - 1949 『バスク人』 - 1955 『サハラ研究』 - 1956 『家系と派閥』 - 1956 『十六世紀中葉モロッコ展望』 - 1957 『ローマ支配下の初期スペイン』 - 1957 『グラナダ王国のモリスコたち』 - 1957 『マグリブ研究』 - 1957 『種族、民族、血統』 - 1957 『バスコニヤ研究』 - 1957 『葡萄酒と地中海文明』 - 1961 『魔女とその世界』 - 1962 『近・現代スペインのユダヤ人たち』 - 1963 『フェリーペ四世の宮廷における隠れユダヤ人社会』 - 1965 『カーニバル』 - 1966 『都会と田舎』 - 1966 『盲人のロマンセ』 - 1967 『呪術的生と異端尋問』 - 1967 『民衆伝承について知っていること』 - 1968 『異端尋問官ならびに他の役職者の生活』 - 1968 『スペインの伝統的生についての研究』 - 1968 『ヌマンシア戦役の解釈』 - 1969 『紐とじ文学試論』 - 1969 『十八世紀ナバラの時』 - 1970 『国民性の神話 逆撫での省察』 - 1970 『異端尋問、魔女そして隠れユダヤ主義』 - 1971 『バスク人』 - 1972 『ナバラの歴史民俗学』 - 1972 『ガリバイを通して見たバスク人と歴史』 - 1972 『観念的人物評』 | - 1972 『バロッハ一族』 - 1973 『古代宗教ならびにバスク民族のカレンダーについて』 - 1974 『地域社会、家族、技術』 - 1974 『バスク研究』 - 1974 『バスクの農村の生活』 - 1974 『迷信から無神論へ』 - 1974 『曖昧な儀礼と神話』 - 1974 『民衆劇と呪術』 - 1975 『バスクの魔術』 - 1976 『踊り、家族、労働』 - 1978 『歴史的探索』 - 1978 『宗教生活の複雑な形式』 - 1979 『証明なしの注釈』 - 1979 『バスク語ならびにバスク・イベリア主義について』 - 1979 『失われた世界像』 - 1979 『愛の季節』 - 1979 『スペイン民衆文化をめぐる試論』 - 1979 『フィールド・ノート』 - 1980 『生粋のテーマ』 - 1980 『現代スペイン反教権主義史への序論』 - 1981 『さして閉口せざる伝記』 - 1981 『バスク人と海』 - 1982 『ナバラの家』 - 1982 『歴史とバスク民族誌』 - 1982 『十九世紀スペインの歴史情報』 - 1983 『スペイン民衆のテクノロジー』 - 1983 『人類学的思想の曙』 - 1984 『祭の夏』 - 1984 『バスクの迷路』 - 1984 『風景と都市』 - 1984 『カスティーリャの古い民間伝承』 - 1985 『人類学的精査』 - 1985 『バスクの神話とバスク人に関する神話』 - 1986 『戦闘的著作』 - 1986 『犯罪世界の現実と幻想』 |

- 出典 : 「カロ・バロッハ著作目録」[7]

## 伝記
- Félix Maraña, Julio Caro Baroja, el hombre necesario, Zarautz, Editorial Itxaropena, 1995.
- Mario Ángel Marrosan Charola, Julio Caro Baroja, su obra, Madrid, Ernesto Gutiérrez Nicolás, 1993.
- Baltasar Porcel, Retrato de Julio Caro Baroja, Barcelona, Círculo de Lectores, 1987.
- Rogelio Rubio et al. Homenaje a Julio Caro Baroja, Madrid, Centro de Investigaciones Sociológicas, 1978.
- Salvador Rodríguez Becerra, coord. El diablo, las brujas y su mundo: homenaje Andaluz a Julio Caro Baroja, Sevilla, Signatura Ediciones de Andalucía, 2000.
- Francisco Castilla Urbano. El análisis social de Julio Caro Baroja: empirismo y subjetividad, Madrid, Consejo Superior de Investigaciones Científicas, 2003.
- Juan Antonio Paniagua Paniagua. Etnohistoria y religión en la antropología de Julio Caro Baroja, Fuenlabrada, Diedycul, 2003.
- Memoria de Julio Caro Baroja, Madrid, Conmemoraciones Estatales, 2006, catálogo de exposición.